# Cervus nippon mandarinus
Il sika della Cina settentrionale (Cervus nippon mandarinus Milne-Edwards, 1871) è una delle numerose sottospecie di sika. Questa grossa sottospecie presenta alcune delle macchie più prominenti tra tutte le razze della sua specie, presenti durante tutto l'arco dell'anno. In passato viveva nelle foreste di pianura della Cina settentrionale e nord-orientale, una delle regioni più densamente popolate della Terra. A causa delle alterazioni subite dal suo habitat, questa sottospecie era già minacciata da secoli e sopravviveva solo in alcune remote zone della Cina nord-orientale, nonché nelle riserve di caccia degli imperatori Qing. Sebbene non siano ancora stati effettuati dei sopralluoghi per valutare lo stato di conservazione di questa sottospecie, essa non è stata più avvistata da molti decenni ed è presumibile supporre che sia ormai estinta in natura. Malgrado sia tuttora molto comune negli zoo, così come nelle fattorie, dove viene allevato per le corna, impiegate nella farmacopea, la mancanza di habitat disponibili ne rendono impossibile una sua reintroduzione.